# Готування на парі
Готування на парі, парова кухня — техніка теплової обробки продуктів харчування гарячою парою. Це менше впливає на продукти порівняно з варінням, а також використовується в дієтичній кухні.

## Історія
У різних культурах світу існували рецепти, що вимагають обробки продуктів парою, і, відповідно, різноманітні пристосування для такої мети. Заведено вважати, що винайшли цей спосіб обробки їжі китайці, але існує також думка, що китайці перейняли його у арабів, які зі свого боку запозичили цей звичай у берберів — корінного населення Північної Африки. Найдавнішою стравою, що готується на парі, зазвичай вважається кускус. Найбільшу кількість приписів для приготування на парі, налічують південно-східні кулінарні звичаї, що пояснюється поширеністю в Азії рису, як основного продукту харчування (рис і рисове борошно містять мало клейковини і просто не передбачають іншого способу приготування). Узвичаєною азійською пароваркою, є плетений з бамбукової соломи кошик з кришкою.

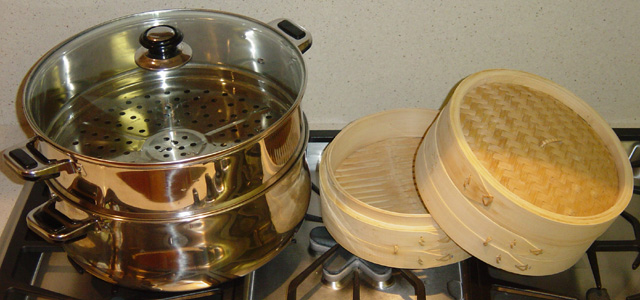
Металева і бамбукова пароварки

Кошики встановлюються один на одний і на ємність з киплячою водою. Для нагляду за рівнем води, на дно ємності кладуть монетки, дзенькіт яких свідчить про достатню кількість води. У таких пароварках китайці, японці та корейці досі готують вироби з рисового тіста, рибу та пельмені — як вдома, так і в ресторанах.
На Заході, і зокрема в Україні, приготування на парі не дістало такого значного поширення, як на Сході. Для приготування страв, що вимагають ощадної теплової обробки, використовується не парова, а водяна баня. Різниця в тому, що ємність з продуктами поміщається в посудину з киплячою водою, яка нагріває стінки ємності. Наприклад, класичний англійський пудинг готується саме на водяній бані.

## Переваги приготування на парі
Парові страви — основа деяких видів дієтичного харчування. Вживання їжі, приготованої на парі без додавання жирів, радять у разі захворювань органів травлення, особливо печінки, парова дієта зменшує ризик розвитку серцево-судинних захворювань і є чудовим способом схуднути. Їжа, приготована на парі — рекомендоване харчування для дітей, вагітних жінок та літніх людей. Один з основних доводів на користь пароварок — збереження в продуктах під час приготування, якнайбільше поживних речовин. Пароварка вважається придатною для приготування риби, виробів з рубленого м'яса, овочів, суфле та пудингів.
Готування на парі позбавляє від таких неприємностей, як пересихання або підгоряння продуктів, тож пароварка — незамінний пристрій для розігріву і розморожування страв. З цієї ж причини, миття пароварки не викликає ускладнень.

## Недоліки та обмеження готування на парі
- Далеко не всі продукти підходять для готування за цією технологією, наприклад так не можна готувати локшину.
- Для приготування в пароварці не підходять продукти, які вимагають тривалої теплової обробки (наприклад, великі шматки м'яса).
- Багато хто скаржиться, що їжа, приготована на парі, прісна. Щоб уникнути цього радять додавати спеції після обробки парою.
- Деякі види їжі, наприклад гриби, містять шкідливі речовини, позбутися від яких можна лише шляхом тривалого варіння або вимочування.
- Пароварки вимагають більше енергії, ніж інші способи приготування, скажімо, мікрохвильова піч.

## Устаткування для готування на парі
- Пароварка
- Мантоварка
- Пароконвектомат